# Isidor Henius
Isidor Henius (født 25. december 1820, død 1901) var ud af en fattig jødisk familie i Polen og kom til verden i den polske by Torun, som også var Kopernikus fødeby. Preussen havde nogle år tidligere besat området. Isidors fader var possementsmager, som fik 16 børn. Han var en flittig mand, men kunne ikke skaffe føden til alle disse mennesker, så de levede i stor fattigdom. Isidor kom som 13 årig i lære hos en søster og svoger, som havde et lille brænderi i Soldau. Senere kom Isidor til et herregårdsbrænderi, hvor han lærte at fremstille gær. 16 år gammel var han udlært og bestyrede et lille brænderi i nærheden, hvor han var blevet udlært. I 1838 besluttede Isidor sig for at drage til Danmark, da han havde en bror i Århus og en onkel i København. Faderen havde ligeledes arbejdet i Danmark. I juni 1838 begav Isidor sig til fods til Danmark med 30 Reichsmark på lommen. Der var næsten 1200 kilometer til Århus, som blev gennemført på seks uger. Isidor kunne lave gær og eddike, så han fik hurtigt arbejde med at anlægge en gær- og eddikefabrik for en mand i Århus. Da Isidor var færdig med at etablere fabrikken ville han prøve noget andet og besluttede sig for at rejse til København med skib. 17 år gammel blev Isidor engageret til at starte Danmarks første kartoffelbrænderi af brænderiejer Marcussen i Fiolstræde nr. 7. Kartoffeldyrkningen var ved at vinde indpas i Danmark, men havde været anvendt i Polen og Tyskland i mange år. Hos Marcussen lærte Isidor dampmaskinen at kende, som blev anvendt til at trække vand op. At anlægge kartoffelbrænderier blev Isidors beskæftigelse i årene fremover i hele Danmark.
Isidor kom til Aalborg i marts 1841 for at oprette et brænderi for brødrene Jørgen og Franz Herskind. Dette blev oprettet i Vesteraa 11, og blev Aalborgs første dampdrevne brænderi. Brænderiet kørte godt, men var plaget af en række arbejdsulykker, og måtte derfor lukke i 1843. Derefter blev Henius hyret til at indrette brænderi for Peter Wibroe i "Spritgaarden" i Jomfru Ane Gade. Wibroe havde allerede drevet et højt moderne brænderi her, der var modeleret efter undervisningsbrænderiet i Sølvgade København. Henius bestyrede brænderiet fra 1843-1845, hvorefter han forlod fabrikken til fordel for en bestyrelsespost i Aalborgs Priviligerede Sirups- og Spritfabrik i juli 1845. Denne fabrik blev styret som interesseselskab bestående af Isidor Henius, samt købmændene L.H. Jacoby, S.J. Rée, og O.Th. Thorbrøgger. Købmændene skulle skaffe kapital og Henius blev sat til at styre fabrikkens daglige drift, samt indkøb. Denne fabrik lå på Urbansgade.
Fabrikken klarede sig ikke godt de første par år, men endte med at slå igennem med så overvældende kraft, at det blev karakteriseret som et industrielt gennembrud. Dette skyldes særligt Henius interesse for teknologi, og særligt hans udvikling indenfor destillationsprocesser. Henius havde tidligere eksperimenteret med destillationskøling og forsøgte fuselfjernelse over kul, og med indførelsen af et kolonnedestillationsapparat i 1860 lykkedes det ham at gøre Aalborggensisk brændevin "fuselfri". Dette var endda en billig process, og det gjorde fabrikken førende indenfor brændevinsproduktion. Henius købte sig senere fri af de andre og kom til at eje fabrikken, som han i 1881 sammenflettede med finansmanden C.F. Tietgens fabrikker under navnet De Danske Spritfabrikker. I de 50 år fra 1881-1930 foregik produktionen i fabrikker ved Urbansgade og Ved Stranden tæt ved Aalborg Havn.
Isidor Henius er far til Max Henius, Erik S. Henius og Louis Henius. Max Henius var med til at grundlægge Rebildfesten, som afholdes siden 1912 på et 81 hektar stort område i Rebild Bakker i Rold Skov.